# 악마와 미녀
"악마와 미녀"는 한국에서 제작된 이용민 감독의 1969년 영화이다. 이예춘 등이 주연으로 출연하였고 이수길 등이 제작에 참여하였다.

## 출연

### 주연
- 이예춘
- 도금봉
- 김석훈
- 추석양

## 기타
- 조명: 양찬종
- 미술: 이문현